# Rick Nielsen
Rick Nielsen (n. Rockford, Illinois, Estados Unidos; 22 de diciembre de 1948) es el guitarra solista, vocalista de apoyo, y principal compositor de la banda de rock Cheap Trick. En su carrera con la banda se ha ganado renombre, aparte como compositor, de gran instrumentista, siendo un cotizado músico de estudio para otros artistas. Nielsen es también un afamado coleccionista de guitarras eléctricas, en particular las de la firma Hamer, que le ha fabricado multitud de modelos a medida, incluido uno de cinco mástiles.

## Primeros años
Rick Nielsen comenzó su carrera musical en 1961 en bandas locales como The Phaetons o The Boyz, al tiempo que acumulaba una colección de exclusivas y caras guitarras. A ello ayudó que su padre, Ralph Nielsen, fuera propietario de una tienda de instrumentos musicales en Rockford. Allí forma The Grim Reapers en 1965, junto a Gary Schuder (cantante), Ken Bagus (guitarra rítmica), Bill Walsh (bajo) y Bill Morris (batería). Bill Morris sería sustituido por Jim Zubiena, Ken Bagus abandonaría la formación y entrarían el cantante Joe Sundberg y el teclista y saxofonista Ross Anderson. El grupo llegaría a grabar un sencillo, «Hound Dog/Cruisin' for Burgers» (Smack, 1967).
Fuse, su primer grupo profesional, se formó en 1967 de la fusión de The Grim Reapers con otra banda local, Toast & Jam. De la primera procedían Nielsen (guitarra rítmica y teclados) y Sundberg (cantante); y de la segunda Tom Petersson (bajo), Craig Myers (guitarra solista) y Chester "Chip" Greenman (batería). Aunque en sus anteriores grupos Rick Nielsen tocaba únicamente la guitarra, la incorporación de Myers movió a Nielsen, que tenía más dinero, a comprar un órgano Hammond y uno de los primeros mellotrones de Estados Unidos.
Con Epic registran un único álbum, Fuse (Epic, 1970), que tuvo escasas ventas, fue ignorado por la crítica, y tampoco gustó al propio grupo. Frustrados por la falta de éxito, se disgregan y durante unos meses, Nielsen forma un grupo paralelo con Sundberg, Myers y el batería Bun E. Carlos.
En 1969 Nielsen y Petersson se reúnen con el cantante y teclista Robert "Stewkey" Antoni, y el batería Thom Mooney, exmiembros de Nazz. Tras diversos cambios de nombre y de músicos, una vez sustituidos los dos últimos por Bun E. Carlos a la batería y Robin Zander como vocalista, en 1974 pasan a llamarse definitivamente Cheap Trick.

## Carrera con Cheap Trick
La banda sería durante la década de los setenta un estandarte del power pop, que combinaba la sensibilidad del pop con guitarras a todo volumen y potente ritmo de batería. El toque de guitarra de Nielsen se convertiría en uno de los más cotizados, e intervendría como guitarrista de sesión en álbumes de Hall & Oates, Alice Cooper, Kiss o del bajista de éstos, Gene Simmons, entre otros.
En los primeros álbumes de la banda fue él quien compuso la práctica totalidad del material. «Surrender» un tema compuesto por Nielsen, fue el primer sencillo del álbum Heaven Tonight (Epic, 1978), y se convertiría en éxito en las emisoras de FM y la canción que cerraría sus conciertos durante los siguientes años. Es también la voz solista en la maqueta del tema «World's Greatest Lover» que aparece en el recopilatorio del grupo Sex, America, Cheap Trick (1996).
Rick Nielsen es un ávido coleccionista de guitarras que, a pesar de haber reducido su colección, todavía tiene más de 250 piezas en su poder. Ha sido el propietario de unas 2.000 a lo largo de su carrera, y nunca viaja con menos de 25. Cliente fijo de Hamer Guitars, se ha hecho fabricar docenas de modelos "Rick Nielsen" a medida y ha colaborado con la marca en otros modelos exclusivos de guitarra. En particular, Hamer ha hecho para Nielsen una espectacular guitarra de cinco mástiles, y varios mandocellos. Las púas que utiliza en sus conciertos son también personalizadas, y suele lanzarlas a los espectadores a modo de recuerdo.
En 1980, tanto Rick Nielsen como el batería Bun E. Carlos tocarían junto a John Lennon, un héroe musical de la banda, para las sesiones previas de grabación del último álbum de Lennon, Double Fantasy.

## Otros trabajos fuera del grupo
- Añadió un solo en "See You In Your Dreams", del álbum en solitario de Gene Simmons de 1978.
- Nielsen interpretó con Cheap Trick el tema del programa de televisión The Colbert Report. El 20 de diciembre de 2006 apareció en el show, junto a Peter Frampton, Robert Schneider y Chris Funk.
- Nielsen ha hecho apariciones en la película de Michael Moore The Big One, en la de Fat Boys Disorderlies como un conductor secuestrado, y como él mismo, junto a su banda, en la de Eddie Murphy, Daddy Day Care.
- En una película de dibujos animados, "Rock and rules", aparece caricaturizado como un animal, y la banda colaboró en la banda sonora.
- Fue parte de una formación estelar, que incluía a Little Richard o Joe Perry de Aerosmith, y que grabó la versión de 2006 de la sintonía del programa Monday Night Football con Hank Williams, Jr.
- El libro I Am America (And So Can You!), de Stephen Colbert, cita a Nielsen en su primer capítulo. La cita dice "Mama's all right, Daddy's all right", un verso del estribillo de «Surrender»; el citado es "Rick Nielsen, dreampoliceman" -en referencia a «Dream Police»- y "padre de la guitarra de cinco mástiles".
- Neilsen trabajó en el año 2009) con la empresa de videojuegos High Voltage Software, produciendo la música de su juego The Conduit.
- Realizó trabajos junto a Corey Taylor y Dave Grohl en la canción From Can to Can't junto a Sound City. [L.E.O]

## La imagen de Rick Nielsen
La peculiar imagen de Rick Nielsen ha sido desde el principio un elemento característico de Cheap Trick. Mientras que Robin Zander y Tom Petersson se aproximaban al prototipo habitual del roquero, incluyendo melenas largas, botas o cazadoras, Rick Nielsen tenía poco que ver con él. Nielsen, calvo y de mirada desorbitada, aparecía siempre con gorra de visera, pajarita y camisa abotonada hasta el cuello; el grupo jugó con ese contraste en las grabaciones de sus videoclips o en portadas de álbumes como In Color o Heaven Tonight.
El origen de su apariencia podría tener como antecedente a Huntz Hall, del grupo de actores adolescentes conocido como The Bowery Boys. Además de la anticuada gorra, tanto el propio rostro de Nielsen como algunas de sus payasadas sobre el escenario recuerdan al actor de los años treinta y cuarenta.
El uso constante en su ropa de motivos ajedrezados ha sido también característica común en Nielsen compartida con frecuencia —si no introducida por él mismo— en la cultura pop. Sus zapatillas Checkerboard Vans, hechas famosas en la película Fast Times at Ridgemont High de 1982, son ejemplo de ese uso después de Nielsen. Las espectaculares y un tanto estrafalarias guitarras que utiliza, también con cuadrículas de ajedrez, son otro sello distintivo, en particular el modelo Hamer "Uncle Dick" de 1983 utilizado profusamente por el artista y con un diseño similar al de la Gibson Explorer.